# جومانا المغربي
جومانا المغربي (مواليد 21 يونيو 1995) هي لاعبة سباحة إيقاعية مصرية، مثّلت مصر في أولمبياد ريو دي جانيرو 2016 وحلت مع منتخب مصر في المركز السابع.

## روابط خارجية
- جومانا المغربي على موقع اللجنة الأولمبية الدولية (الإنجليزية)
- جومانا المغربي على موقع أوليمبيديا (الإنجليزية)